# Бурашевская
Бурашевская — деревня в Шенкурском районе Архангельской области. Входит в состав муниципального образования «Шеговарское».

## География
Деревня расположена в южной части Архангельской области, в таёжной зоне, в пределах северной части Русской равнины, в 35 километрах на север от города Шенкурска, на левом берегу реки Ледь, притока Ваги. Ближайшие населённые пункты: на юго-западе деревня Кувакинская, на северо-востоке деревни Макушевская и Михеевская.
Часовой пояс
Бурашевская, как и вся Архангельская область, находится в часовой зоне МСК (московское время). Смещение применяемого времени относительно UTC составляет +3:00.

## Население
| 2002 | 2010 | 2012 |
| ---- | ---- | ---- |
| 4    | ↘2   | →2   |

## История
Указана в «Списке населённых мест по сведениям 1859 года» в составе 2-го стана Шенкурского уезда Архангельской губернии под номером «2387» как «Бурашевская (Сидорова)». Насчитывала 6 дворов, 27 жителей мужского пола и 33 женского.
В «Списке населенных мест Архангельской губернии к 1905 году» деревня Бурашевская (Палачиха) насчитывает 15 дворов, 60 мужчин и 59 женщин. В деревне находилась школа. В административном отношении деревня входила в состав Предтеченского сельского общества Предтеченской волости.
В марте 1918 года деревня оказывается в составе Шеговарской волости, выделившейся из Предтеченской. На 1 мая 1922 года в поселении 21 двор, 53 мужчины и 58 женщины.